# 935 Clivia
935 Clivia

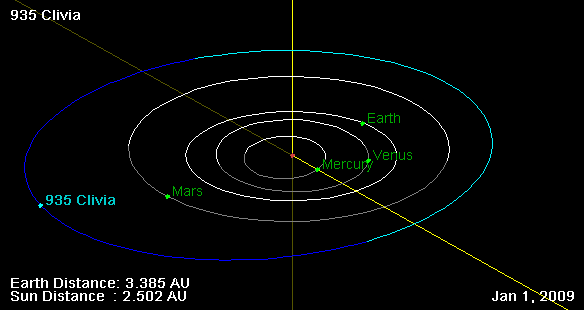
Quỹ đạo của 935 Clivia và vị trí của 935 Clivia vào ngày 1/1/2009

935 Clivia là một tiểu hành tinh thuộc họ Flora của Vành đai chính. Nó có đường kính khoảng 7,9 km và suất phản chiếu 0,197 .